# عبد الوهاب الجيلاني
عبد الوهاب الجيلاني، ويعرف بعبدل، ولد بمدينة المهدية عام 1890 وتوفي بباريس عام 1961 ودفن فيها، رسام تونسي، يعتبر من الجيل الأول من الرسامين. درس في أكاديميّة جوليان بباريس والأكّاديميات الحرّة بمونبارناس. هو أول رسام تونسي يشارك في الصالون التونسي وكان ذلك عام 1912، اتجه بعد ذلك إلى فرنسا وفيها عاش ولم يعد إلى تونس حتى وفاته.

## وصلة خارجية
أحد رسوم عبد الوهاب الجيلاني في طابع بريدي صادر عام 1984
1. 1 2 3 4   http://repertoire-artistestunisiens.com/abdelwaheb-jilani/. {{استشهاد ويب}}: |url= بحاجة لعنوان (مساعدة) والوسيط |title= غير موجود أو فارغ (من ويكي بيانات) (مساعدة)